# Conseil législatif de Birmanie
Le Conseil législatif de Birmanie était l'organe législatif de la Birmanie britannique de 1897 à 1936.

## Établissement
Il est créé en 1897 en tant que conseil consultatif auprès du gouverneur colonial britannique, le lieutenant-gouverneur de Birmanie (en), pour rédiger la législation pour la Birmanie. Le Conseil législatif est à l'origine un organe nommé, établi comme un conseil de neuf membres composé de quatre fonctionnaires et de cinq non-fonctionnaires nommés. Ses membres, qui passent de neuf à trente, représentent principalement des intérêts commerciaux étrangers. Avant sa création, les lois birmanes étaient élaborées en Inde, les lois rédigées par l'administration locale en Birmanie étant soumises au Conseil législatif de l'Inde (en) pour approbation. Après l'adoption de ces lois, elles sont approuvées par le gouverneur général en conseil et mises en vigueur par publication dans la Gazette de Birmanie (en).

## Restructuration
Le 2 janvier 1923, avec la promulgation des réformes de Montagu-Chelmsford (qui accordent à l'Inde britannique une constitution de diarchie, donnant à la Birmanie une mesure limitée d'autonomie), le Conseil est refondu en un organe partiellement élu. Le nouveau Conseil législatif se compose de 103 sièges, 80 pourvus par élection, 8 par nomination de non-fonctionnaires, 13 par nomination de fonctionnaires et 2 par des membres d'office du Conseil exécutif du gouverneur. Les 80 sièges élus sont répartis comme suit : 22 pour les circonscriptions urbaines de 8 villes, dont 8 pour la communauté indienne birmane (en) ; 49 pour les circonscriptions rurales de 31 districts, dont 5 pour les karens ; et le reste attribué à des circonscriptions spéciales comme l'Université de Rangoun et diverses chambres de commerce.
Des élections ont lieu en 1922, 1925 (en) et 1928 (en). Les nationalistes birmans, organisés par le Conseil général des associations birmanes, boycottent les élections au Conseil législatif, et moins de 7% des électeurs votent aux élections de 1922. La participation reste faible : un peu plus de 16% en 1925 et 18% en 1928.

## Présidents du Conseil législatif
| Nom                         | Début de mandat | Fin de mandat | Remarques          |
| --------------------------- | --------------- | ------------- | ------------------ |
| Sir Frank McCarthy          | Février 1923    | 1925          | Décédé en fonction |
| Sir Robert Sydney Giles     | 1925            | 1927          |                    |
| Sir Oscar de Glanville (en) | 1927            | 1930          |                    |
| U Pu 'Tharrawaddy'          | 1930            | 1932          |                    |
| Chit Hlaing                 | 1932            | 1932          |                    |
| Sir Oscar de Glanville      | 1932            | 1935          |                    |
| Chit Hlaing                 | 1935            | 1936          |                    |